# Calliopum annulatum
Calliopum annulatum är en tvåvingeart som först beskrevs av Becker 1907.  Calliopum annulatum ingår i släktet Calliopum och familjen lövflugor. Inga underarter finns listade i Catalogue of Life.